# Oskar Wagner (Theologe)
Oskar Wagner (* 21. Mai 1906 in Hartfeld bei Lemberg; † 18. Dezember 1989 in München) war ein deutscher evangelischer Theologe und Kirchenhistoriker.

## Leben
Der Lehrersohn Oskar Wagner abiturierte mit Auszeichnung am Staatsgymnasium in Stryj, bevor er sich von 1924 bis 1928 den Studien der evangelischen Theologie und Philosophie in Wien und Marburg, danach der osteuropäischen Geschichte in Wien widmete. Wagner – er wirkte in der Folge bis 1931 in Wien als Vikar – wurde 1930 bei Hans Uebersberger mit der Arbeit Die Union von Brest (1596) im Lichte des polnischen Staatsgedankens promoviert.
Am 1. Februar 1932 wurde der erst 25-jährige Oskar Wagner zum Landessynodalpfarrer der Evangelisch-Unierten Kirche in Polnisch-Oberschlesien, ein Synodalverband mit Status einer altpreußischen Kirchenprovinz (1923–1937) und Sitz in Katowice, bestellt. Am 7. Februar 1932 wurde er in der Auferstehungskirche von dem Kirchenpräsidenten Herrmann Voß ordiniert. Nach dem Tod von Herrmann Voß 1938 zum Kirchenpräsidenten ernannt, wurde er jedoch im selben Jahr ausgewiesen, anschließend war er ein Jahr als Referent für Oberschlesien beim Konsistorium in Breslau tätig, bevor er zum Kriegsdienst eingezogen wurde.
Nach der Rückkehr aus der amerikanischen Kriegsgefangenschaft war Wagner Aushilfspfarrer in Mittelfranken und von 1950 bis zu seiner Verabschiedung in den Ruhestand 1971 Pfarrer der Matthäusgemeinde in München. Wagner hatte die Leitung des „Evangelischen Handwerkervereins von 1848“ inne, war Vorstandsmitglied des Schlesischen Kirchentags, Mitbegründer des Instituts für protestantische Kirchengeschichte in Wien und Mitherausgeber der Zeitschrift „Kyrio“. 1986 erschienen gesammelte Aufsätze Wagners unter dem Titel Zwischen, Völkern, Staaten und Kirchen. Zur Geschichte der Protestanten in Ostmitteleuropa.

## Auszeichnungen
- 1967 Bayerischer Verdienstorden
- 1970 Bayerische Staatsmedaille für soziale Verdienste
- 1972 Bundesverdienstkreuz 1. Klasse
- 1981 Medaille „München leuchtet“